# Jhabua
Jhabua est une ville indienne située dans l'État du Madhya Pradesh et le district du même nom. En 2001, sa population était de 30 577 habitants.

## Traduction
- (en) Cet article est partiellement ou en totalité issu de l’article de Wikipédia en anglais intitulé « Jhabua » (voir la liste des auteurs).